# Aconitum rotundifolium
Aconitum rotundifolium är en ranunkelväxtart. Aconitum rotundifolium ingår i släktet stormhattar, och familjen ranunkelväxter.

## Underarter
Arten delas in i följande underarter:
- A. r. iliense
- A. r. rotundifolium